# ソンガー
もしかして
- シンガー

ではありませんか？